# Hard
«Hard» es una canción interpretada por la cantante barbadense Rihanna para su cuarto álbum de estudio Rated R, y el rapero Young Jeezy. Fue escrita y producida por The-Dream y coproducida por Tricky Stewart. Es el segundo sencillo oficial del álbum. La canción le dio la nominación a los BET Awards 2010 en la categoría de Viewers Choice la cual ganó.

## Antecedentes
En una entrevista, el productor Mikkel S. Eriksen había confirmado "Wait Your Turn" como el segundo sencillo de Rated R, sin embargo, se anunció más tarde que "Hard" fue la elegida. En una entrevista con MTV, Rihanna dijo: 

"Cuando escuché por primera vez la canción, yo estaba en París, Dream y Tricky, volaron y me tocaron la canción. Me toco algunas canciones, pero ésta me gustó. Tenía tal arrogancia, lo que está tan lejos de lo que soy... que es parte de por qué lo quería hacer. Fue muy divertido una gran cantidad de actitud. Young Jeezy era la persona perfecta para el tema de la canción. Sólo el ambiente de la canción. Me encanta, el amor, el amor de su verso. Añadió mucho más a la canción".

Cuando se habla de Rap-Up antes del nombre de la canción o cualquier detalle fueron puestos en libertad, Tricky Stewart, dijo que no podía hablar de lo sucedido, pero es realmente bueno para mí esas risas. Entregamos un muy, disco muy grande, pero yo No puedo decir lo que el nombre de ella es ni nada, solo por el simple hecho de que el secreto de realidad superior. Ese definitivamente va a ser un sencillo. Es bien va a ser el primero o el segundo sencillo. Stewart describió la canción como "tensa", y un cacharro "club". Cuando se le preguntó si la canción era más grande que "Umbrella", dijo "No", es diferente. Es una superestrella dando un paso en una dirección totalmente diferente." La canción fue a la primera grabación con Jeezy en el que se acreditó en lugar de su nombre artístico desde hace mucho tiempo Young Jeezy. Fue lanzado como descarga digital el 19 de enero de 2010.

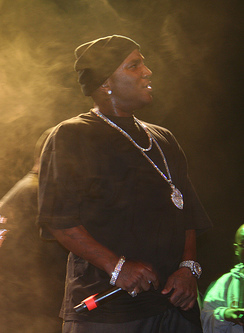
El rapero Young Jeezy colabora en el sencillo "Hard".

## Rendimiento en listas
"Hard" debutó en el ochenta en el Billboard Hot 100 el 27 de noviembre de 2009. A la semana siguiente saltó sesenta y un puestos al diecinueve. Cuatro semanas más tarde, subió al once, luego se redujeron hasta el dieciocho, pero se recuperó para entrar entre los diez primeros, con el tiempo llegando al número ocho, convirtiéndose en el segundo diez consecutivo de Rihanna Top 10 Hit de Rated R. También era su decimotercera diez top 10 y XVI veinte golpe en esta década, voelviendo a su vinculación con Beyoncé Knowles como la artista femenina con más Top 10 en el Billboard Hot 100 en esta década. La canción alcanzó el puesto catorce en la lista Hot R&B/Hip-Hop Songs, nueve en Pop Songs, y en el número uno en la lista Hot Dance Club Songs. Fue certificado Platino más tarde en Estados Unidos, vendiendo más de 1.000.000 de copias. 
A pesar de que solo fue enviado a la radio Estados Unidos, la canción tuvo un impacto internacional. Entró el Australian Singles Chart a los ochenta y seis, antes de alcanzar un máximo de cincuenta y uno, y no tenía mucho impacto a partir de entonces debido a la liberación de "Rude Boy" como sencillo solo unas pocas semanas después de que "Hard" había estado en la radio. En la Nueva Zelanda "Hard" debutó en el puesto treinta y cinco. "Hard" entró en el Canadian Hot 100 al puesto quince , y llegó al nueve. También entró en la lista de sencillos de Irlanda en cuarenta y cuatro el 15 de enero de 2010, y subió once lugares hasta treinta y tres a la semana siguiente a ser el decimocuarto top 40 en Irlanda. "Hard" debutó en el cincuenta y cinco en el UK Singles Chart y al diecisiete en el Uk R&B Chart el 17 de enero de 2010. Se subió a cuarenta y dos en la lista de singles la semana siguiente y catorce en el R&B Chart. El sencillo estuvo 94 semanas en listas. En suma, de acuerdo a la compañía The Official UK Charts Company, «Hard» ha vendido alrededor de 55 mil copias en el Reino Unido.

## Crítica
Mónica Herrera de Billboard dice que en la canción, "Rihanna efectivamente asume la postura del hip hop y hasta los reclutas de la calle cred en última instancia de refuerzo en el rapero Young Jeezy, que proporciona el empuje necesario para el envío de una canción con un coro de origen un tanto inerte." Aunque Rihanna no estaba en su "zona de confort típico", dijo "es precisamente lo que ella ha buscado con su nuevo material y funciona." The Guardian comentó que "Hard" "explota los más atractivas estilos vocales de Rihanna, un sulky, helados, monótona, única entre el panteón de exhibicionismo de las R&B divas, Rihanna a menudo suena como si estuviera a punto de rodar los ojos y tut. "Ella ofrece, en un tono que sugiere que está decepcionado de la mayoría de ellos ni siquiera se molestan en incluir un sobre estampillado dirigido." Greg Kot de la Tribuna Chicago dijo que Rihanna arremete en la canción, con la ayuda de una aún más difícil filo MC, Young Jeezy.
New Musical Express dijo que a pesar de que Jay-Z no estaba involucrado en la producción del disco, su influencia es tangible y que Rihanna se hace eco de sus rimas internas en su entonación, brillante, resistente, cartas de admiradores a partir de "Fan Mail From 27 millons" una línea de "Hard". Rap comentarists dijo que la canción era "sólida y pegadiza" , y un triunfo Jackson Five himno. La evaluación también dijo que "el verso Jeezy es" típicamente fuerte, sin embargo, la canción tiene un alcance "limitado en la pista de baile" y necesitaba "ser 5bpm más o menos rápido". Pitchfork Media dijo que algunos de "apariencia de balas del álbum es bueno para el punto alto de "Hard", una declaración pavoneándose de poder reforzado por una resaca turbulentas de un tiempo.

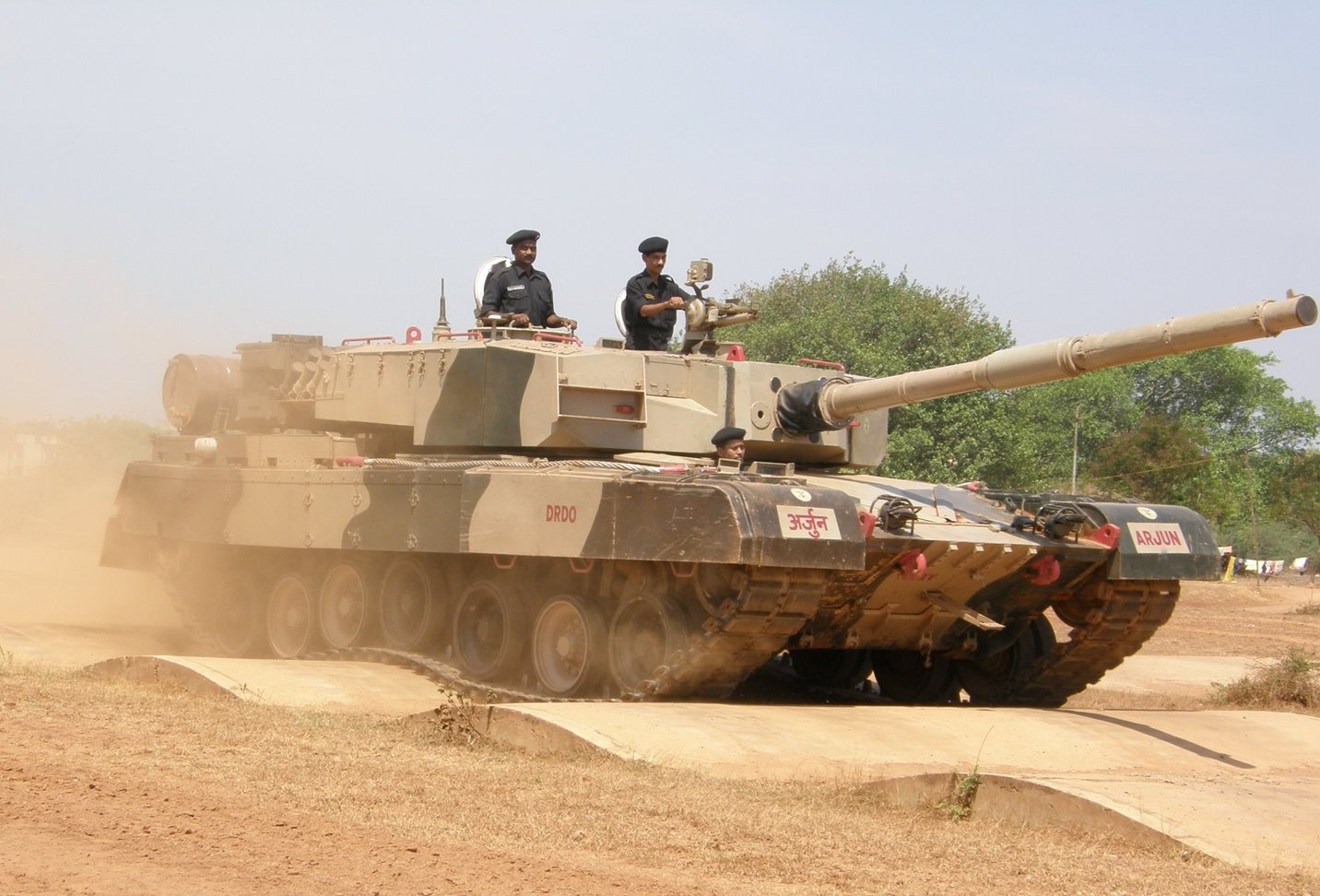
En el video musical de "Hard" la cantante usa un estilo militar en un desierto.

## Video musical
El video musical fue filmado a principios de diciembre de 2009, dirigido por Melina, y se estrenó en MTV el 17 de diciembre. Antes del vídeo, Rihanna dijo en una entrevista con MTV News, "Es de alta costura militar. Todo está rodeado de toda la idea de algo militar. Nos han hecho tanques, tenemos tropas, helicópteros que tenemos, tenemos... explosiones artes apretado, un montón de equipos lindos, un montón de balas." El video es caracterízado por Rihanna y Young Jeezy brevemente, en una variedad de desierto y escenas militares. Algunas de las imágenes en el video retratan a Rihanna en el desierto usando pintura de guerra y los hombros con pinchos que salen de ellos. Kyle Anderson de MTV News, dice, "recuerdo el clip clásico de Love 2Pac's California." 

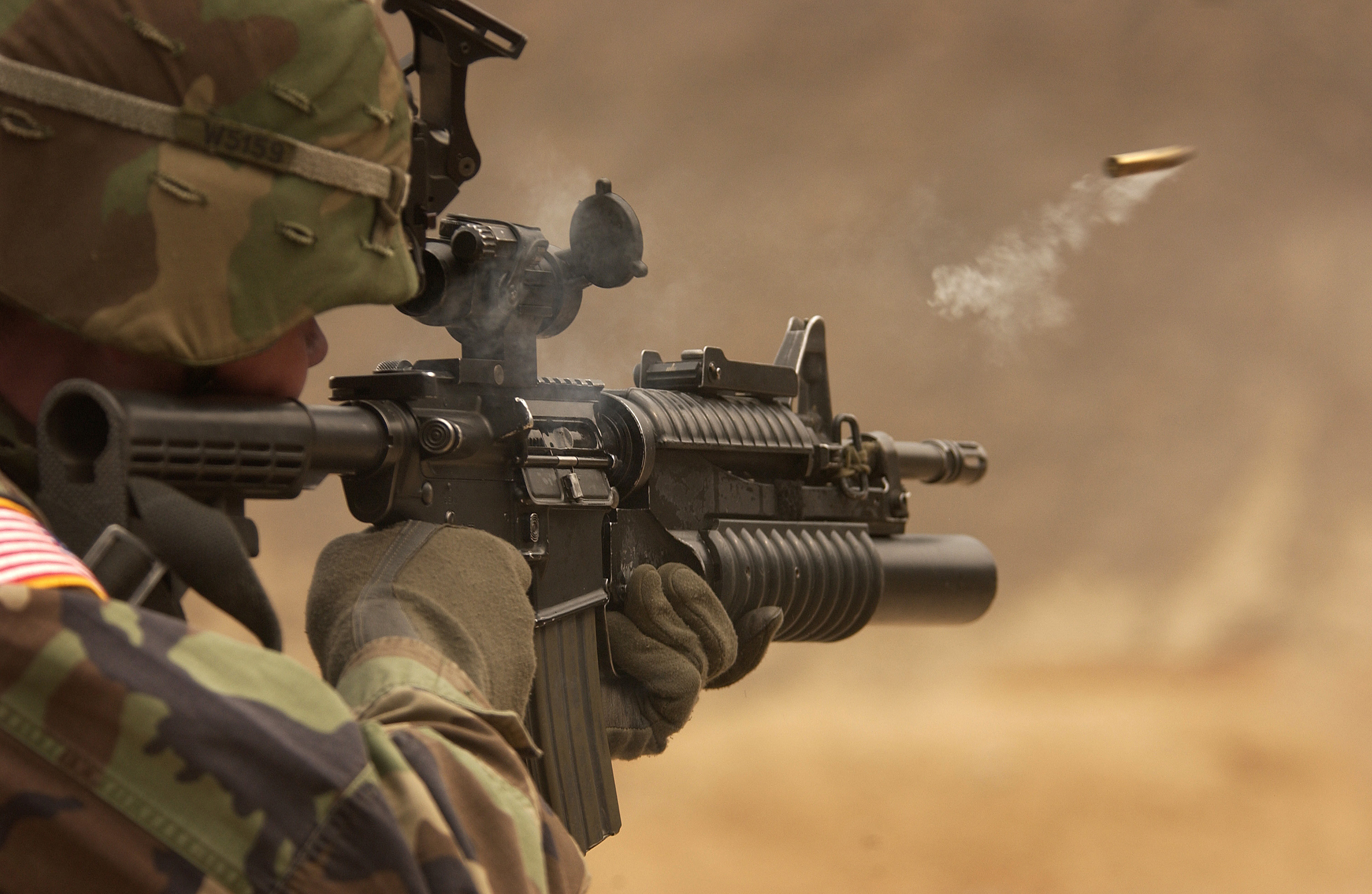
En el video musical de "Hard" aparecen soldados con armas militares.

El video comienza con Rihanna haciendo frente a sus tropas, mientras que con una gorra de guarnición, gafas de sol y una camiseta blanca estilizada. Ella aparece caminando por el desierto que llevaba un vestido negro con hombreras de pinchos, mientras que las minas terrestres explotan a su alrededor. Luego se muestra rodar en el barro y se cubrió en ella. También hay una escena con ella jugando al póquer y ganando. Ella también muestra brevemente en la parte superior de un tanque de color rosa con un casco de orejas del ratón. En el versículo de Young Jeezy, ella se muestra con una pistola, que alterna con los tiros de él montado en un tanque. Al final del video se agita una bandera grande con una "R" del logotipo. Durante el video se ve a Rihanna en el interior y llevaba una camisa abierta la fatiga verde con un traje de cuerpo desnudo. 
Pedro Gastón de Spin Magazine, dijo que el video es de Janet Jackson "Rhythm Nation", de Christina Aguilera "Dirrty" sic fase. Gastón examinó también que la "vampiresa Rihanna es puesta de avanzada débilmente iluminado, esquiva explosiones en el desierto, y, muy tentadora, toma un descanso de campo de entrenamiento para adentro sofocarse con barro. Moral impulso, sin duda!" Bill Lamb de About.com revisó el video negativamente, diciendo que la guerra se ha trivializado y glamur, llamándola "una de las más insípidas, movimientos ofensivos de un artista pop importante de la memoria reciente, señalando que... no puede entender el punto de Rihanna jugando en la torreta de un tanque pintado de rosa con un vestido con orejas de Mickey Mouse, y la estrella del show pavoneándose en la ropa interior y los pechos desnudos con cinta eléctrica negro sobre los pezones y en otros lugares el tratamiento de un tanque como un juguete sexual."

## Promoción

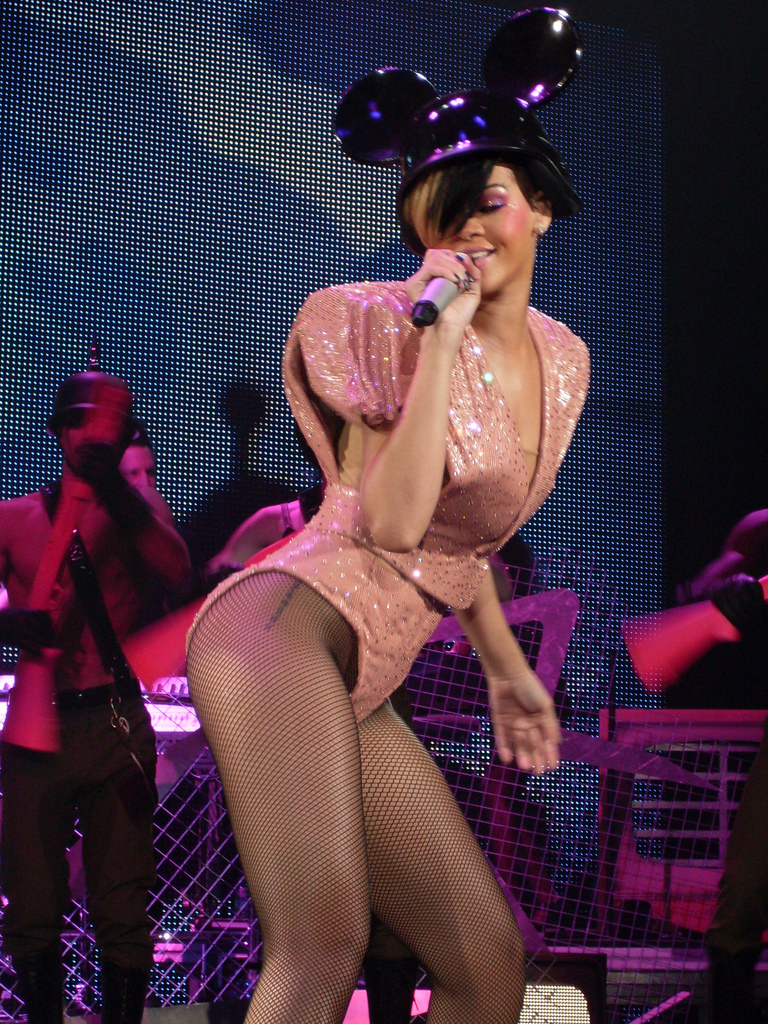
Rihanna cantando "Hard" con las muy criticadas orejas de Mickey Mouse.

"Hard" fue interpretada en vivo por primera vez el 8 de noviembre de 2009 en el concierto de Jay-Z en la UCLA Pauley Pavilion. La canción fue interpretada también en el concierto de Nokia en la promoción de Rated R el 16 de noviembre de 2009, y en el especial en los American Music Awards como un medley junto a "Wait Your Turn" el 22 de noviembre de 2009. Rihanna y Jeezy interpretaron la canción en Saturday Night Live el 5 de diciembre de 2009, y en BET 106 & Park el 10 de diciembre de 2009. También interpretó la canción en Año Nuevo en la NBC Eva con Carson Daly 2010, y en el Show de Ellen Degeneres el 1 de febrero de 2010. Ella interpretó la canción en 4 de febrero de 2009 en el Super Bowl Fan Jam en VH1 junto con los artistas Timbaland y Justin Bieber. El 27 de marzo de 2010, Rihanna interpretó la canción como parte de un medley con "Rude Boy" y "Don't Stop the Music" en el Premios 2010 de Nickelodeon Kids' Choice. El 23 de mayo, se presentó la canción en BBC Radio 1's Big Weekend Festival de Música. "Hard" se realizó durante The Last Girl On Earth Tour. Fue la segunda canción de la lista.

## Premios y nominaciones
| Año  | Ceremonia             | Premio                          | Resultado |
| ---- | --------------------- | ------------------------------- | --------- |
| 2010 | BET Awards            | Viewer's Choice Award           | Ganador   |
| 2011 | Barbados Music Awards | Mejor Sencillo Hip Hop/R&B/rock | Nominado  |

## Listas y certificaciones
| Lista                              | Mejor Posición |
| ---------------------------------- | -------------- |
| Australian Singles Chart           | 51             |
| Austria Singles Chart              | 16             |
| Belgium Singles Chart Wallonia     | 12             |
| Canadian Hot 100                   | 9              |
| Irish Singles Chart                | 33             |
| Japan Hot 100                      | 82             |
| New Zeland Singles Chart           | 15             |
| Slovakia Singles Chart             | 21             |
| Swedish Singles Chart              | 26             |
| Brasil Top 20                      | 3              |
| UK Singles Chart                   | 42             |
| UK R&B Chart                       | 14             |
| US Billboard Hot 100               | 8              |
| US Billboard Hot R&B/Hip-Hop Songs | 14             |
| US Billboard Pop Songs             | 9              |
| US Billboard Hot Dance Club Songs  | 1              |
| US Billboard Digital Songs         | 10             |
| US Billboard Ringtones             | 9              |
| Brazilian Hot 100                  | 52             |

| 2010                              |    |
| US Billboard Hot 100              | 49 |
| US Billboard R&B/Hip-Hop Songs    | 66 |
| US Billboard Hot Dance Club Songs | 30 |
| US Billboard Digital Songs        | 53 |
| US Billboard Radio Songs          | 59 |

| País           | Certificación | Ventas Certificadas | Ref.  |
| -------------- | ------------- | ------------------- | ----- |
| Estados Unidos | 2× Platino    | 2 000 000           | [ 3 ] |

### Sucesión en listas
| Predecesor: "Telephone" de Lady Gaga | US Hot Dance Club Songs - Sencillo N° 1 6 de marzo de 2010 | Sucesor: "The Power of Music" de Kristine W |

## Lanzamiento
| País           | Día                     | Formato           |
| -------------- | ----------------------- | ----------------- |
| Estados Unidos | 10 de noviembre de 2009 | Rhythmic y urban  |
| Estados Unidos | 23 de noviembre de 2009 | Top 40/Mainstream |

| País           | Día                  | Formato                      | Label           |
| -------------- | -------------------- | ---------------------------- | --------------- |
| Estados Unidos | 19 de enero de 2010  | The Remixes - Digital EP     | Def Jam Records |
| Reino Unido    | 16 de agosto de 2010 | Digital Download & CD Single | Def Jam Records |